# Escala cromática

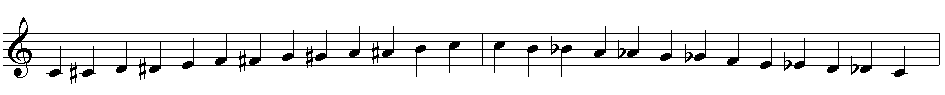
Escala cromática completa ascendente e descendente sobre dó numa oitava

Na música, a escala cromática é uma escala que contém 12 notas com intervalos de meios-tons entre elas.

## Estrutura
Chamamos de cromática a escala de 12 sons criada pelos ocidentais através do estudo das frequências sonoras. A escala é formada pelas 7 notas padrão da escala diatônica acrescidas dos 5 tons intermediários

## Compreendendo
Para entendermos a escala cromática, podemos pegar o padrão da escala de dó maior e inserir os cinco sons existentes entre as notas que têm entre si o intervalo de um tom. No violão, basta seguir melodicamente casa por casa (semitom por semitom) até a 12 nota, a partir do que se repetirá a escala. No piano, tocamos todas as teclas (brancas e pretas, sem pular nenhuma) melodicamente.
Esta escala serve de embasamento para alguns estilos musicais como a música serial, aleatória, dodecafônica e microtonal.
(Escala cromática ascendente)
A escala cromática possui um único formato, visto que utiliza os 12 sons da escala ocidental, portanto, nada influi (teoricamente) mudar a nota de início.
C-C#-D-D#-E-F-F#-G-G#-A-A#-B
Obs.: No modo ascendente, as únicas notas que não têm sustenido (#) são as notas E e B.
O cromatismo é uma das técnicas mais utilizadas pelos guitarristas e diversos músicos em geral, principalmente nos arranjos e improvisos.
Músicas que utilizam o cromatismo
Exemplo: O seriado “Batman & Robin” bem como a "Pantera cor de rosa".
(Escala cromática descendente)
No caso da escala ser descendente, costuma-se bemolizar as notas:
B-Bb-A-Ab-G-Gb-F-E-Eb-D-Db-C
Obs.: No modo descendente, as únicas notas que não têm bemól (b) são as notas F e C.